# Bränntjärnen (Älvsby socken, Norrbotten)
Bränntjärnen är en sjö i Älvsbyns kommun i Norrbotten och ingår i Piteälvens huvudavrinningsområde. Sjön har en area på 0,0369 kvadratkilometer och ligger 88,7 meter över havet.

## Delavrinningsområde
Bränntjärnen ingår i det delavrinningsområde (728568-174131) som SMHI kallar för Ovan 728156-174668. Medelhöjden är 112 meter över havet och ytan är 35,21 kvadratkilometer. Räknas de 22 avrinningsområdena uppströms in blir den ackumulerade arean 270,5 kvadratkilometer. Borgforsälven som avvattnar avrinningsområdet har biflödesordning 2, vilket innebär att vattnet flödar genom totalt 2 vattendrag innan det når havet efter 23 kilometer. Avrinningsområdet består mestadels av skog (86 procent). Avrinningsområdet har 0,04 kvadratkilometer vattenytor vilket ger det en sjöprocent på 0,1 procent.